# The Jeff Beck Group
The Jeff Beck Group byla anglická rocková skupina, kterou založil v lednu 1967 v Londýně dřívější člen kapely Yardbirds Jeff Beck. Skupina existovala jen několik let, ale vystřídala se zde řada slavných hudebníků – např. pozdější kytarista The Rolling Stones a The Faces Ronnie Wood, zpěvák Rod Stewart (také Faces), budoucí člen Black Sabbath, Rainbow a Whitesnake Cozy Powell nebo budoucí spolupracovník Franka Zappy a člen skupiny Whitesnake Aynsley Dunbar.

## Diskografie
- 1968 – Truth (Epic)
- 1969 – Beck-Ola (Epic)
- 1971 – Rough and Ready (Epic)
- 1972 – Jeff Beck Group (Epic)